# Rexam
Rexam PLC es una empresa multinacional británica de empaquetado, etiquetado y embalaje con sede en Londres (Reino Unido). Es el mayor fabricante de latas de bebidas en el mundo y líder en la producción de envases de plástico rígido. Rexam cotiza en la Bolsa de Londres y es un componente del índice FTSE 250 Index.

## Historia
La compañía fue fundada por William Vansittart Bowater en 1881 para la venta de papel en Londres. En 1923, su hijo Eric reorientó el negocio con el nombre de Bowater Paper Mills. La empresa se diversificó en 1956 formando Bowater-Scott, en unión con Scott Paper Company. En 1986 la matriz Scott Corporación compró la parte de Bowater.
Rexam tiene alrededor de 70 plantas en 25 países y emplea a alrededor de 8.000 personas en tres continentes: Asia, Europa y América.

## Cronología breve
- 1992: la compañía adquiere el grupo Dickinson Robinson Packaging.
- 1995:  el nombre fue cambiado a  Rexam , una abreviatura del nombre de una de las subsidiarias de la Compañía, Regal papel Latina, y el negocio se reorientó nuevamente -. esta vez en envases de consumo.
- 2005: Rexam vende una fábrica vidrio a Ardagh Glass Group con el fin de concentrarse en su producción de latas de bebidas en todo el mundo.
- 2007: Rexam adquiere OI Plastics, una empresa de envases de plástico estadounidense.
- 2001: Rexam vende varias fábricas a la británica Berry Plastics por 222 millones de libras (US $ 360 millones).
- 2014: Rexam adquiere el 51% en Emiratos Árabes Can Manufacturing Ltd por $ 122 millones de dólares.
- 2015: Rexam anuncia el fin de las latas de acero.[3]